# Jindřich Zásmucký
Jindřich Zásmucký (30. prosince 1900 – ???) byl český a československý politik Československé strany socialistické a poúnorový poslanec Národního shromáždění ČSR.

## Biografie
Ve volbách roku 1954 byl zvolen za ČSS poslancem ve volebním obvodu Ústí nad Labem. V Národním shromáždění zasedal do konce funkčního období, tedy do voleb v roce 1960. K roku 1954 se profesně uvádí jako inspektor finančního odboru Krajského národního výboru v Ústí nad Labem.